# 沼澤乳草
沼澤乳草（学名：Asclepias incarnata）屬於夾竹桃科马利筋属，是一种多年生草本植物，为北美洲本地物种。它们生在在潮湿的土壤中，花朵引人注意，因此被作为一种园林植物。由于其花朵分泌大量的花蜜，因而特別為蝴蝶和其它授粉类昆虫所喜愛。和其他乳草一样，它汁液含有有毒化学物，用以逐退昆虫和草食性动物。

## 描述
沼泽乳草是一种直立的，高度为100到150厘米的植物，根部白色、厚肉质。通常，其枝干在晚春开始分支生长，晚于大多数其他植物。对生叶片的长度为7到15厘米，叶面较窄，形状为枪形，尾端很细。
开花期为初中夏，花小且香，颜色从粉红色到紫红色（有时为白色），为伞状花序。花有5个花瓣和一个升起的中心花冠。花谢后，绿色的果荚大约为12厘米长，成熟后裂开。种子的颜色为浅棕色到深棕色，形状扁平，连着银白色的丝，有利于随风散播。这种种子传播方式和其他乳草类植物类似。

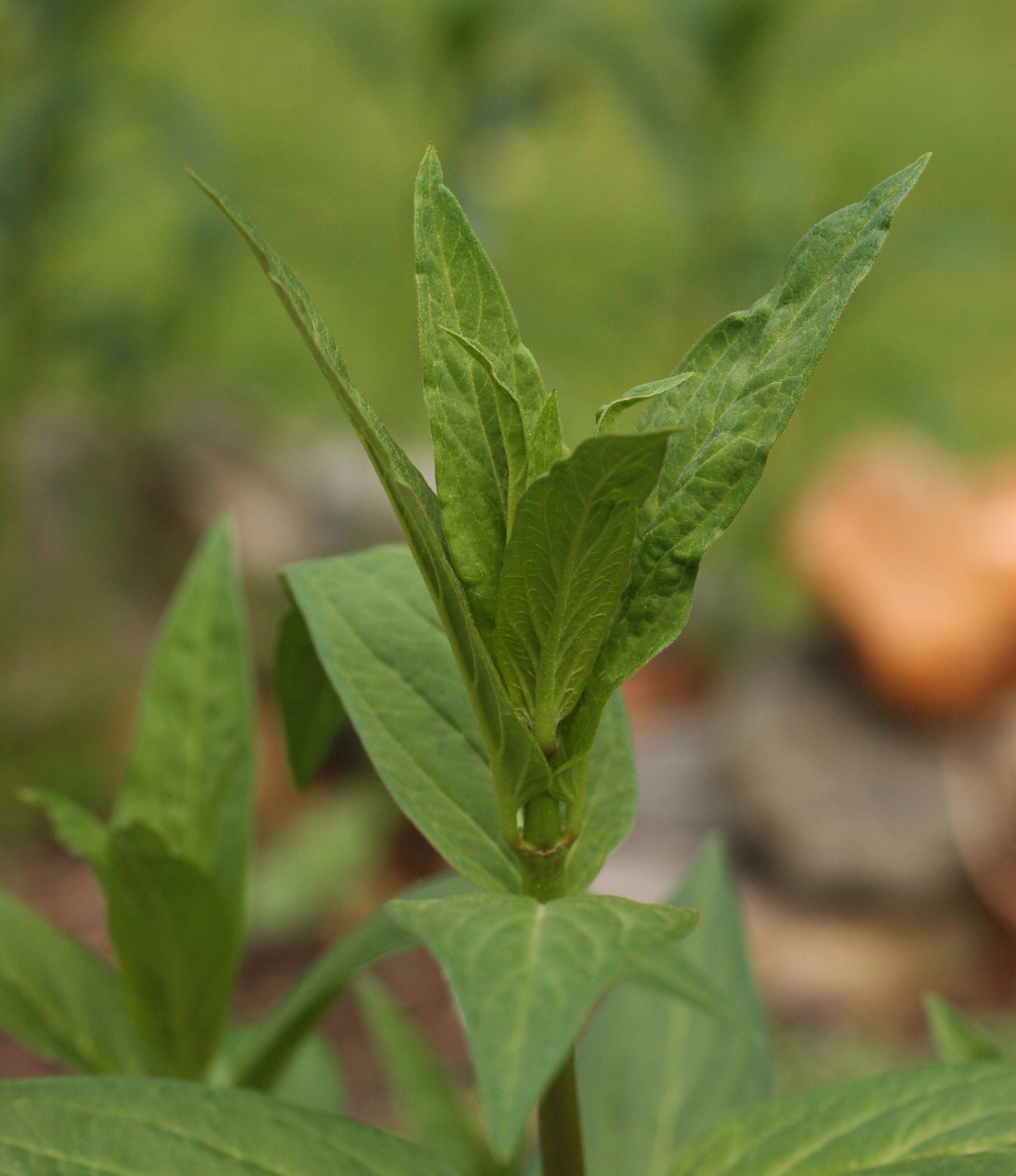
茎叶
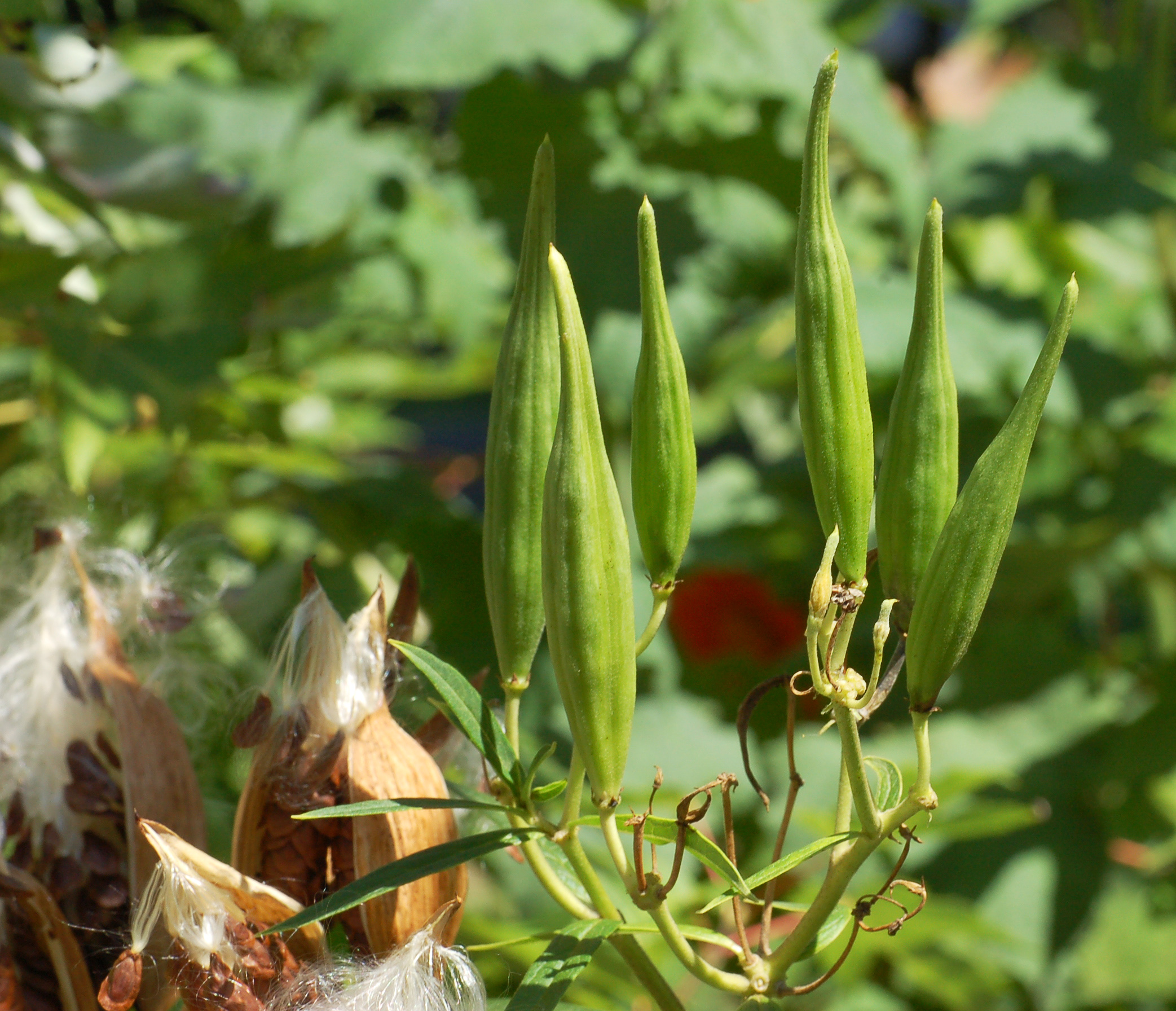
完整的荚果
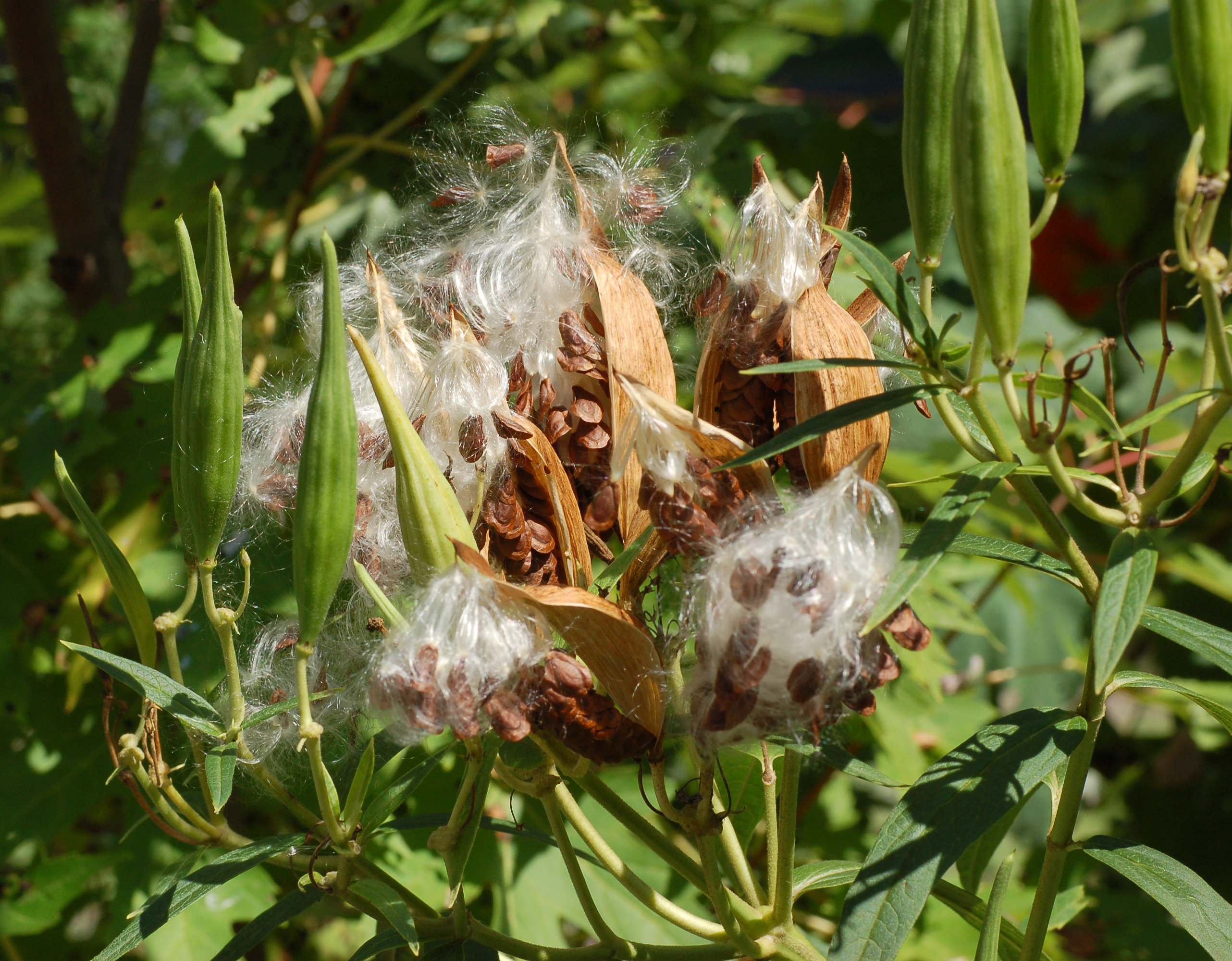
裂开的荚果

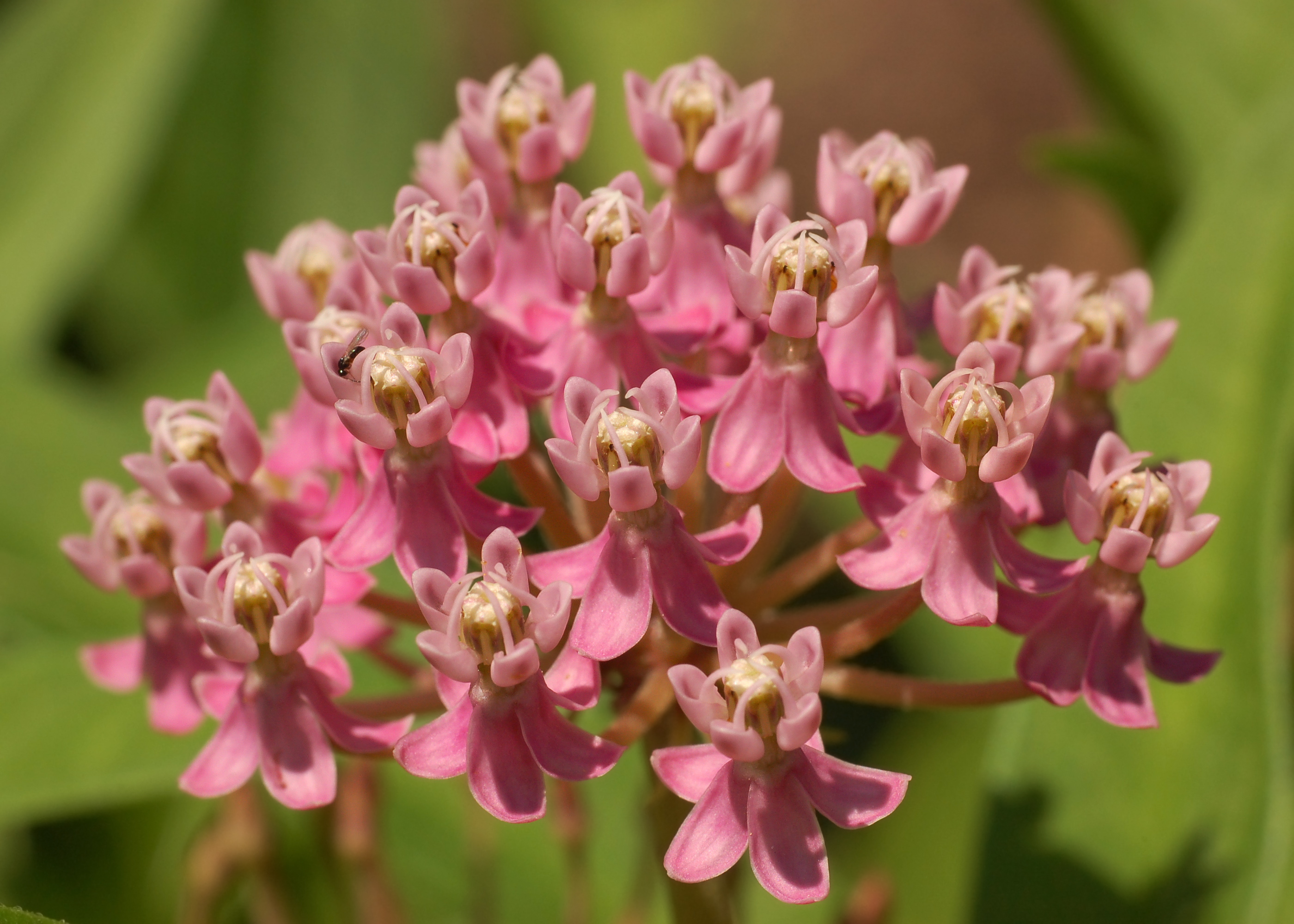
粉红色沼澤乳草的花序
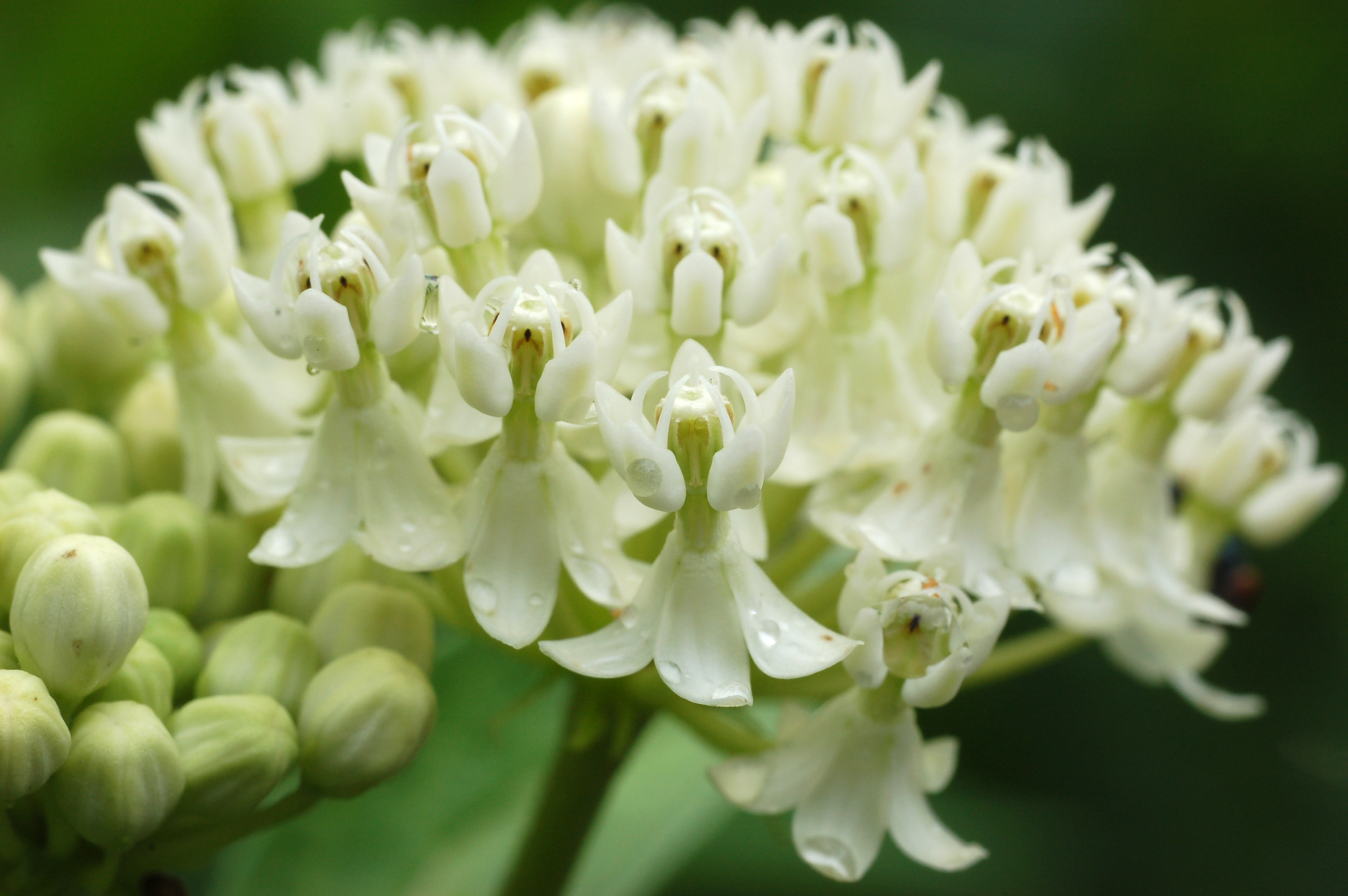
白花栽培种'Ice Ballet'
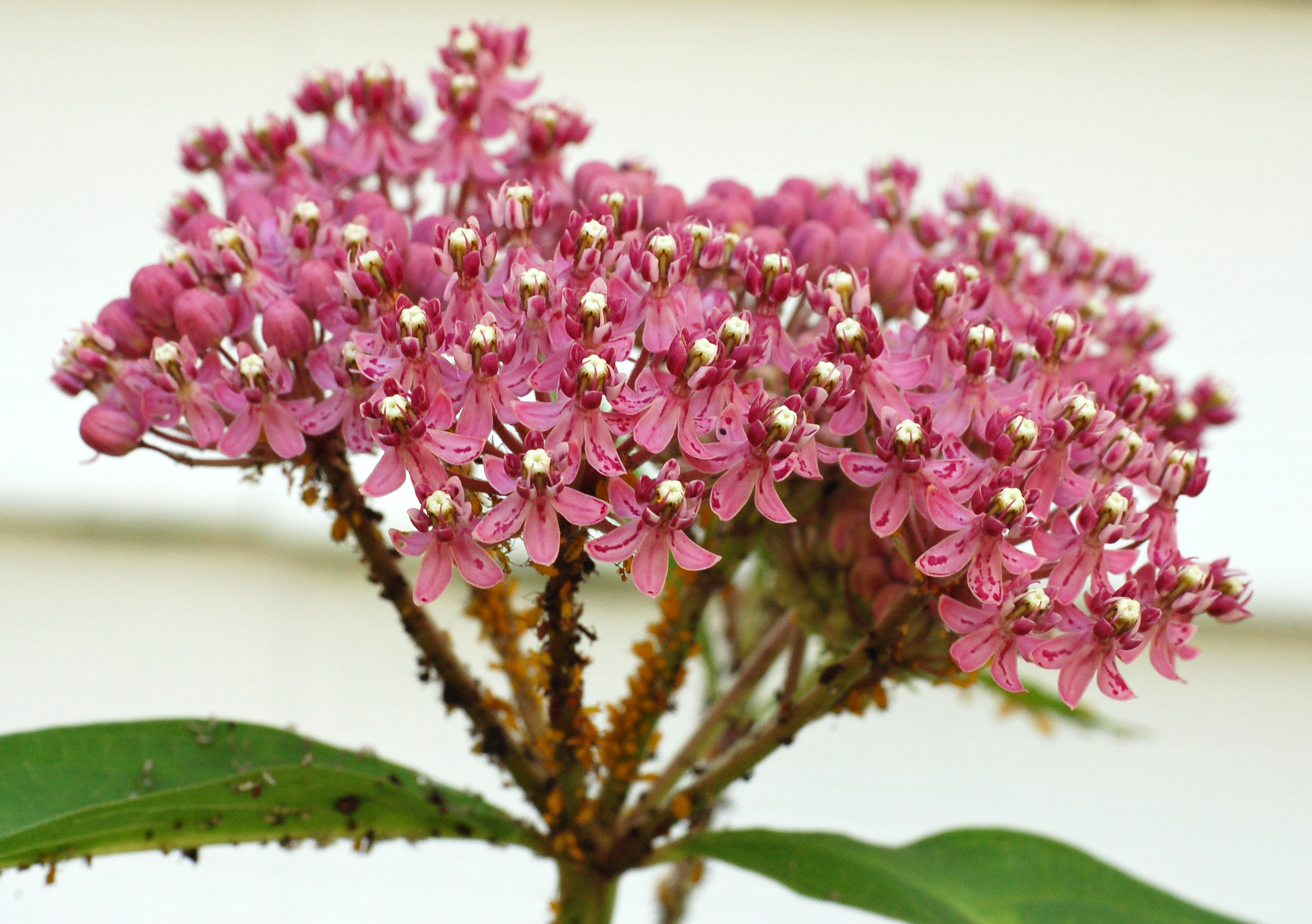
有暗紫色斑点的变种

## 习性和用途
沼泽乳草喜好潮湿的土壤，有充分日照或局部遮荫。通常情况生长在池塘、湖泊、小溪、低地或沟渠的附近。它是黑脉金斑蝶最喜欢的植物之一，以其花为食物，并在植物上面产卵。孵出的毛虫吃其叶子。
该植物的根很特别，适合生长在非常湿润的土壤中。厚的白根适应于低氧环境，叶子含有大量水份。
这个物种经常被栽种，它们被用作园林设计中以吸引蝴蝶。其花蜜同时吸引其他种类的昆虫。改物种也适合作为鲜切花，由于其开花期长，通常是展示其花朵，有时也因为其独特的果荚。

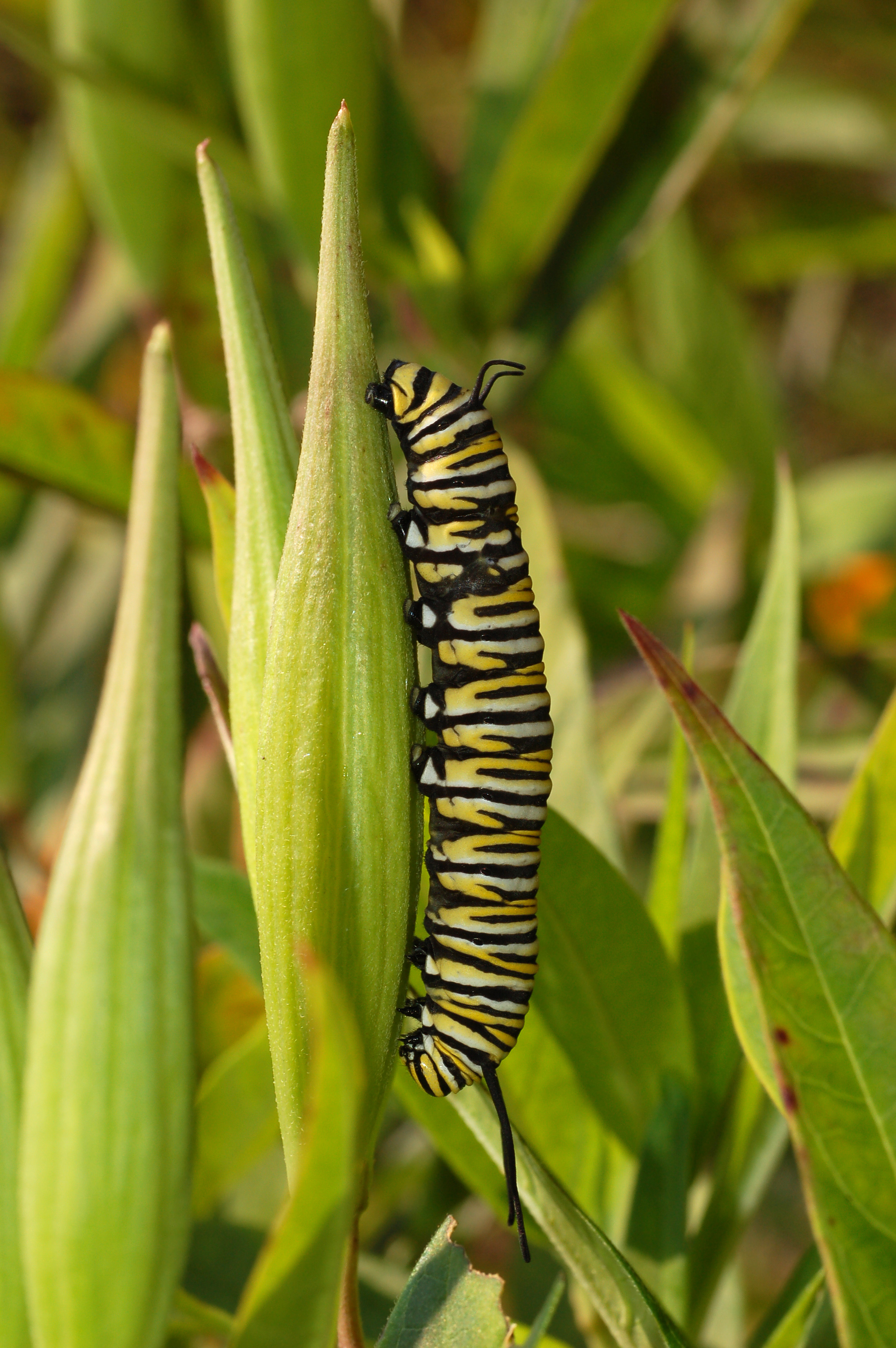
沼澤乳草上爬行的黑脉金斑蝶成熟毛虫
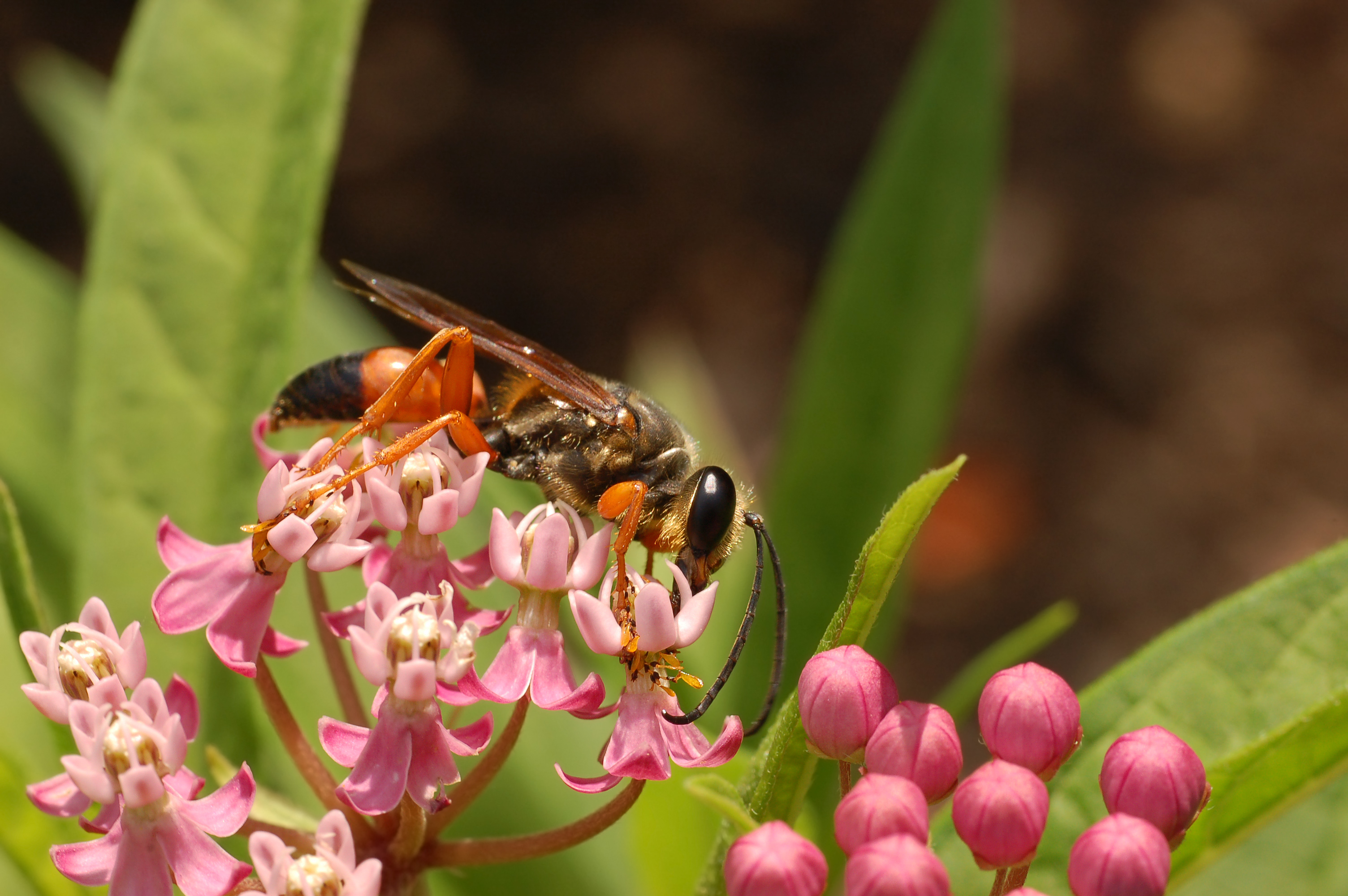
正在觅食的北美洲大黄蜂Sphex ichneumoneus